# Club Alpino Italiano
Der Club Alpino Italiano (kurz CAI) ist der nationale alpine Verein in Italien. Sein Hauptsitz ist in Mailand.

## Geschichte
Die Gründung erfolgte am 23. Oktober 1863 auf Initiative von Quintino Sella in Turin. Erster Präsident des Vereins war Ferdinando Perrone di San Martino, Vizepräsident Bartolomeo Gastaldi. Ein Höhepunkt in der wissenschaftlich-bergsteigerischen Geschichte war die Erstbesteigung des K2 im Jahr 1954 durch eine vom CAI geführte Expedition.
Ende des Jahrs 2020 hatte er 306.255 Mitglieder in 512 Sektionen und 316 Untergruppierungen in 21 Regionalgruppen, von denen zwei (Società degli Alpinisti Tridentini und Alto Adige–Südtirol) „raggruppamenti provinciali“ sind.
Der CAI verfügte 2019 über 774 “Rifugi alpini” (Schutzhütten und Biwake) mit 22.426 Betten in der gesamten Alpenkette und im Apennin.
Seit 1904 gibt es im CAI den Club Alpino Accademico Italiano (CAAI). Von 1939 bis 1945 existierte im CAI ein Arierparagraph, der jüdische Mitglieder im Sinne der faschistischen Rassegesetze ausschloss.
Im Jahr 1954 entstand der Bergrettungsdienst Corpo Nazionale Soccorso Alpino e Speleologico als Unterorganisation des CAI. Der CAI ist Gründungsmitglied des multilateralen Abkommens Gegenrecht auf Hütten, das 1978 eingeführt wurde.
Er war bis Januar 2019 Mitglied der UIAA, die er 1932 mitbegründete. Er ist Mitglied des CAA sowie seit 2017 der EUMA.
Neben dem CAI gibt es in Italien auch einen Ableger der internationalen Naturfreunde (Amici della Natura), weiterhin den deutsch- und ladinischsprachigen Alpenverein Südtirol (AVS) sowie eine Sektion des Slowenischen Alpenvereins (PZS) in Triest.
Seit 1975 ist Ugo di Vallepiana, seit 1980 Guido Tonella und seit 1995 Walter Bonatti UIAA Ehrenmitglied.

## Präsidenten
Eine chronologische Übersicht über alle Präsidenten des Club Alpino Italiano seit Gründung.
| Amtszeit    | Präsident                         |
| ----------- | --------------------------------- |
| 1863 – 1864 | Ferdinando Perrone di San Martino |
| 1864 – 1872 | Bartolomeo Gastaldi               |
| 1874 – 1875 | Orazio Spanna                     |
| 1875 – 1876 | Giorgio Spezia                    |
| 1876 – 1884 | Quintino Sella                    |
| 1884 – 1890 | Paolo Lioy                        |
| 1891 – 1909 | Antonio Grober                    |
| 1910        | Guido Rey                         |
| 1910 – 1916 | Lorenzo Camerano                  |

| Amtszeit    | Präsident               |
| ----------- | ----------------------- |
| 1917 – 1921 | Basilio Calderini       |
| 1922 – 1929 | Eliseo Porro            |
| 1929 – 1930 | Augusto Turati          |
| 1930 – 1943 | Angelo Manaresi         |
| 1946 – 1947 | Luigi Masini            |
| 1947 – 1955 | Bartolomeo Figari       |
| 1955 – 1959 | Giovanni Ardenti Morini |
| 1959 – 1964 | Virginio Bertinelli     |
| 1965 – 1970 | Renato Chabod           |

| Amtszeit    | Präsident          |
| ----------- | ------------------ |
| 1971 – 1980 | Giovanni Spagnolli |
| 1980 – 1986 | Giacomo Priotto    |
| 1986 – 1992 | Leonardo Bramanti  |
| 1992 – 1998 | Roberto De Martin  |
| 1998 – 2004 | Gabriele Bianchi   |
| 2004 – 2010 | Annibale Salsa     |
| 2010 – 2016 | Umberto Martini    |
| 2016 – 2022 | Vincenzo Torti     |
| Seit 2022   | Antonio Montani    |